# Naissance en 1081
Naissance
- 1077
- 1078
- 1079
- 1080
- 1081
- 1082
- 1083
- 1084
- 1085

Cette page dresse une liste de personnalités nées au cours de l'année 1081 :
- 1er décembre : Louis VI dit le Gros, ou le Batailleur, roi des Francs.

- Guillaume Ier de Luxembourg, comte de Luxembourg.
- Rudolf I (en), comte de Bregenz (en) et de Chur (en).
- Satake Masayoshi, samouraï de l'époque de Heian.
- Sibaud II de Clermont, seigneur connu de la maison de Clermont-Tonnerre.
- Urraque Ire de León, reine de León et Castille.
- Zhao Mingcheng (en), fonctionnaire érudit et épigraphe.

## Crédit d'auteurs
- Cet article est partiellement ou en totalité issu de l'article intitulé « 1081 » (voir la liste des auteurs).